# Dissector (glazbeni sastav, Split)
Dissector je hrvatski death metal-sastav iz Splita.

## Povijest
Sastav je osnovan 1991. godine. Aktivan je bio do 1997. godine. Zvuk im je prvotno bio thrash koji je vremenom prešao u tehnični death metal. Vježbe je imao u "prostoru" u Lovretskoj. Dissector danas ima aktivnu stranicu na Myspaceu i Bandcampu s koje je omogućeno skidanje pjesama.

## Diskografija
- Emerge from Profundity, (objavljen 12. ožujka 1993., demo EP snimljen u Splitu, Studio Deva; digitalizirano reizdanje objavljeno 2017.)[4][1][5]
- Encircled, demo EP (snimljen 1994. osim pjesme Looner snimljene 1995.; snimljen u Splitu, Studio Deva; objavljen 24. lipnja 1995.; digitalizirano reizdanje objavljeno 2017.)[1][6][7]

## Članovi sastava
Svi članovi:
- Vjeran Birimiša - bubnjevi
- Igor Grabovac - gitara, vokali
- Davor Žitko - gitara
- Davor Jurjević - bas-gitara
- Davor Đirlić - gitara
- Darko Grubišić - gitara
- Dean Clea Brkić - bas gitara (poslije Osmi putnik)
- Igor Šimundić - gitara
- Ivica "Migi" Kalinić - bas-gitara
- Nikola Šošić - vokali

## Vanjske poveznice
- Službene stranice na Bandcampu
- Službena stranica na Myspaceu
- Dissector na Discogsu
- Splitski zvuk na Facebooku